# Longton (Lancashire)
Longton – wieś w Anglii, w hrabstwie Lancashire, w dystrykcie South Ribble. Leży 48 km na północny zachód od miasta Manchester i 306 km na północny zachód od Londynu. Miejscowość liczy 13 500 mieszkańców.